# West Indies Cricket Team in Australien in der Saison 1984/85
Die Tour der West Indies Cricket Teams nach Australien in der Saison 1984/85 fand vom 9. November 1984 bis zum 2. Januar 1985 statt. Die internationale Cricket-Tour war Bestandteil der Internationalen Cricket-Saison 1984/85 und umfasste fünf Tests. Die West Indies gewannen die Serie 3–1.

## Vorgeschichte
Australien spielte zuvor eine Tour in Indien, für die West Indies war es die erste Tour der Saison.
Das letzte Aufeinandertreffen der beiden Mannschaften bei einer Tour fand in der Saison 1983/84 in den West Indies statt.

## Stadien
Die folgenden Stadien wurden für die Tour als Austragungsort vorgesehen.
| Stadion                  | Stadt     | Kapazität | Spiele  |
| ------------------------ | --------- | --------- | ------- |
| Adelaide Oval            | Adelaide  | 53.583    | 3. Test |
| The Gabba                | Brisbane  | 42.000    | 2. Test |
| Melbourne Cricket Ground | Melbourne | 100.024   | 4. Test |
| WACA Ground              | Perth     | 20.000    | 1. Test |
| Sydney Cricket Ground    | Sydney    | 48.000    | 5. Test |

## Kaderlisten
| Test | Test |
| Australien | West Indies |
| --- | --- |
| - Terry Alderman - Murray Bennett - David Boon - Allan Border - John Dyson - Andrew Hilditch - Rodney Hogg - Bob Holland - Merv Hughes - Geoff Lawson - Greg Matthews - Craig McDermott - Wayne Phillips - Carl Rackemann - Greg Ritchie - Steve Rixon - Kepler Wessels - Graeme Wood - Graham Yallop | - Jeff Dujon - Joel Garner - Larry Gomes - Gordon Greenidge - Roger Harper - Desmond Haynes - Michael Holding - Clive Lloyd - Malcolm Marshall - Viv Richards - Richie Richardson - Courtney Walsh |

## Tour Matches
| 19. – 22. Oktober Scorecard | Brisbane | Queensland 180 (77.1) & 10-1 (5.4) | – | West Indians 177 (42.2) |
|                             |          | Remis                              |   |                         |

| 14. – 17. Dezember Scorecard | Davenport | West Indians 184 (48) & 364 (92.2) | – | Tasmanien 387 (141.2) & 110-6 (31.5) |
|                              |           | Remis                              |   |                                      |

## Tests

### Erster Test in Perth
| 9. – 12. November Scorecard | Perth | West Indies 416 (123)                              | – | Australien 76 (31.2) & 228 (70.3) (f/o) |
|                             |       | West Indies gewinnt mit einem Innings und 112 Runs |   |                                         |

### Zweiter Test in Brisbane
| 23. – 26. November Scorecard | Brisbane | Australien 175 (55.4) & 271 (90)  | – | West Indies 424 (112.4) & 26-2 (9.1) |
|                              |          | West Indies gewinnt mit 8 Wickets |   |                                      |

### Dritter Test in Adelaide
| 7. – 11. Dezember Scorecard | Adelaide | West Indies 356 (122.2) & 292-7d (79.1) | – | Australien 284 (97) & 173 (50.5) |
|                             |          | West Indies gewinnt mit 191 Runs        |   |                                  |

### Vierter Test in Melbourne
| 22. – 27. November Scorecard | Melbourne | West Indies 479 (125.3) & 186-5d (58) | – | Australien 296 (91.5) & 198-8 (87) |
|                              |           | Remis                                 |   |                                    |

### Fünfter Test in Sydney
| 30. Dezember – 2. Januar Scorecard | Sydney | Australien 471-9d (156.2)                        | – | West Indies 163 (62.5) & 253 (84) (f/o) |
|                                    |        | Australien gewinnt mit einem Innings und 55 Runs |   |                                         |